# Административна услуга
Административна услуга е услуга, предоставяна от структурите на администрацията и от организации, предоставящи обществени услуги.
По смисъла на българското законодателство административна услуга е:
- издаване на индивидуални административни актове, с които се удостоверяват факти с правно значение;
- издаване на индивидуални административни актове, с които се признава или отрича съществуването на права или задължения;
- извършване на други административни действия, които представляват законен интерес за физическо или юридическо лице;
- консултациите, представляващи законен интерес за физическо или юридическо лице относно административноправен режим, които се дават по силата на нормативен акт или които са свързани с издаване на административен акт или с извършване на друга административна услуга;
- експертизите, представляващи законен интерес за физическо или юридическо лице, когато нормативен акт предвижда тяхното извършване като задължения на администрацията на държавен орган или от овластена организация.